# Símbolo de Venus

Símbolo astronómico y astrológico de Venus, símbolo alquímico del cobre, y símbolo del sexo femenino.

El símbolo de Venus (indicado gráficamente por ♀) es un símbolo que suele representar:
- El género femenino o hembra.
  - a veces también de alguna manera asociado a fertilidad.[3][4]
- La diosa romana Venus o la diosa griega Afrodita, símbolos del amor y la belleza.[3]
  - el espejo de Venus (consultar: Venus y el arte).[5][6] El cobre fue utilizado para hacer espejos (así se lo indica en el libro La Tentation de saint Antoine de Gustave Flaubert). Por otra parte, la isla de Chipre es la patria de Afrodita (el equivalente griego de la diosa Venus),[7] y de allí viene la etimología de la palabra "cobre".[8]
- El planeta Venus.[9]
- El cobre, en especial en relación con la alquimia[1] (recuérdese La Vénus d'Ille, novela fantástica de Prosper Mérimée, en cuyo texto se hace referencia a una estatua hecha precisamente en cobre).
- El arcángel Haniel según la Cábala judía.[10][11]
- Movimientos feministas, o asociados a la mujer.

En algunas fuentes también se lo asocia con el color verde (vínculo posible con el color del cobre) así como el día de la semana viernes (asociados ambos a Venus).

## Similitud con otros símbolos

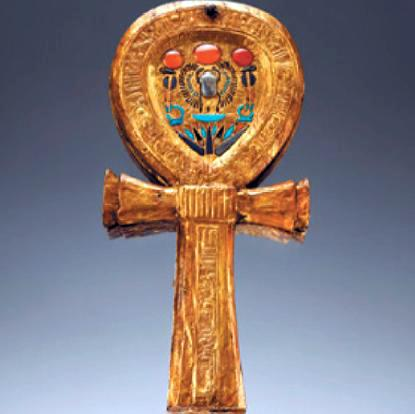
Espejo encontrado en la tumba de Tutankamón.

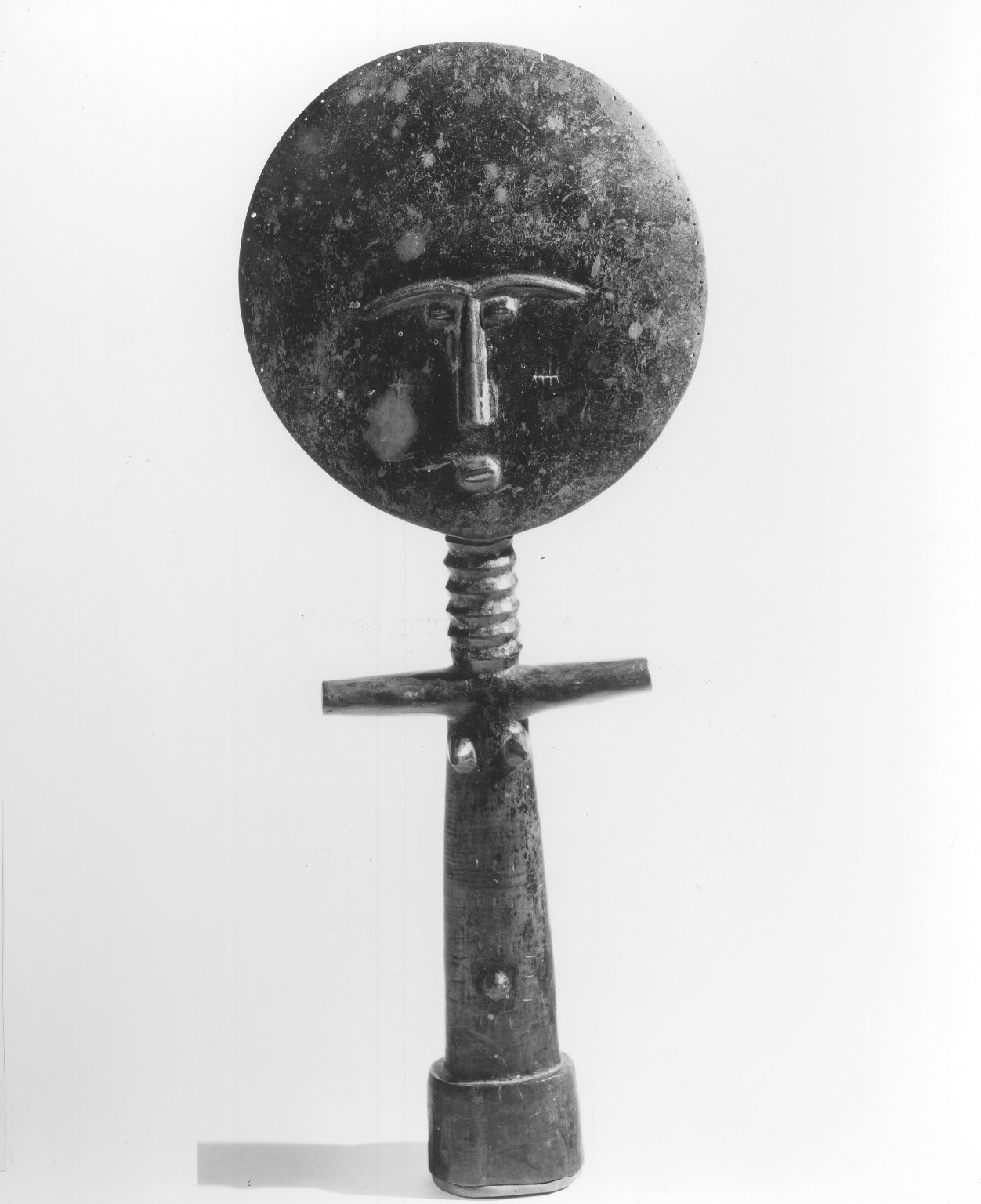
Muñeca ashantis de la fertilidad.

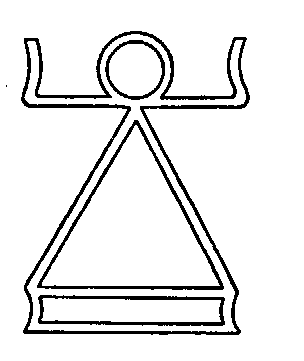
Signo del Tanit.

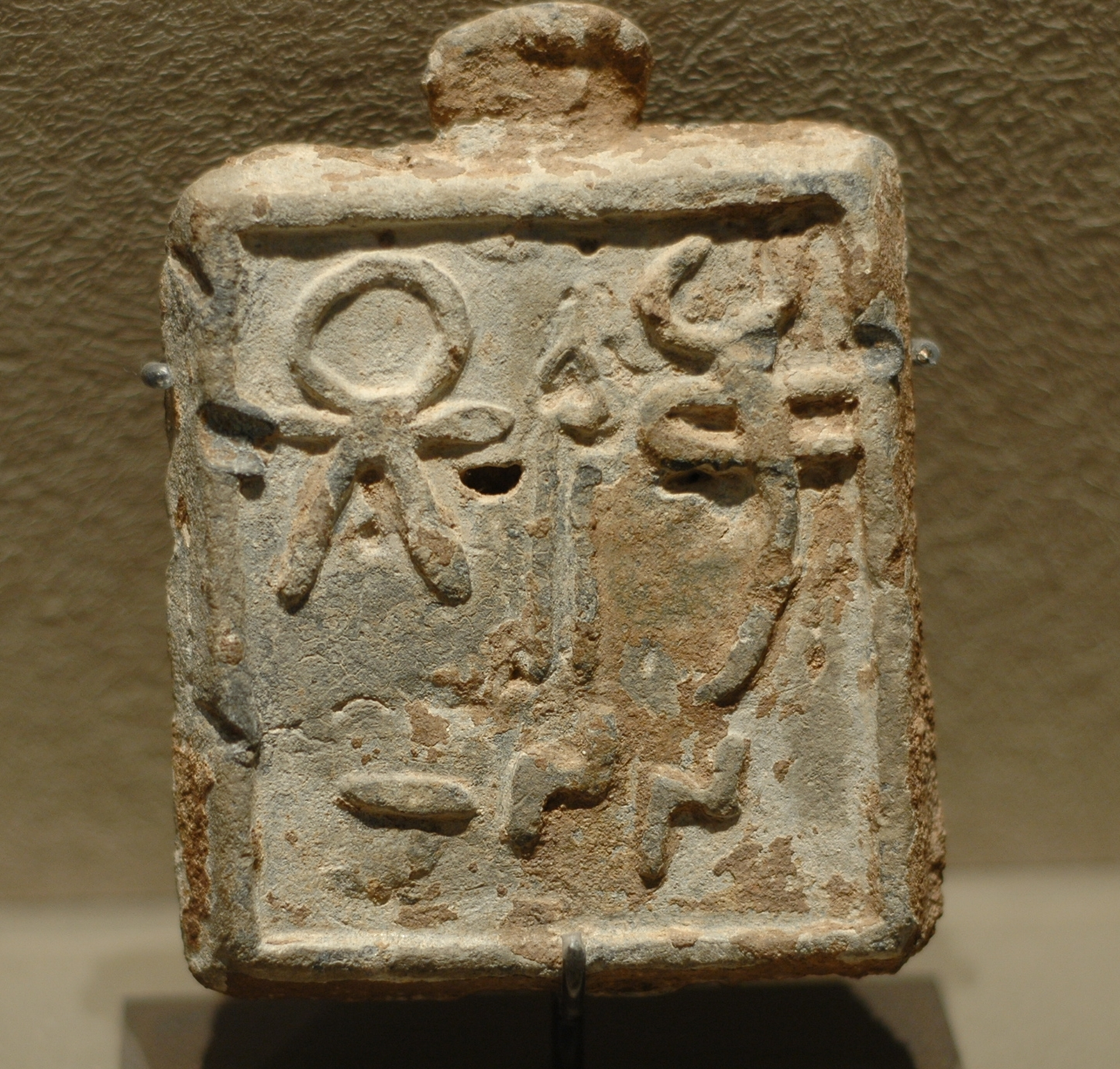
Pesa con el símbolo de Tanit.

La forma de este símbolo se puede encontrar con variantes en varias diferentes culturas, en las que pudo haber surgido en forma independiente. Puede llamar la atención que en varios de estos casos, y a pesar de no tener pruebas o sospechas de influencia o copia, el símbolo correspondiente también representa o está asociado con la feminidad, con la fertilidad, o con la vida:
- El Anj (☥) o cruz egipcia o cruz ansada o cruz con agarre es un símbolo similar, que en escritura jeroglífica egipcia significa «vida»; está compuesto de un círculo encima de una letra T o Tau.[14][15][16]
- Las muñecas ashantis de la fertilidad llamadas 'Akwaba'.[17]

- El signo de Tanit, diosa fenicia, encargada de cuidar la fertilidad, los nacimientos, y el crecimiento.[18]